# Статистические курсы Министерства внутренних дел Российской империи
Высшие статистические курсы Министерства внутренних дел Российской империи — специальное учебное заведение в Санкт-Петербурге, основанное в 1904 году в структуре Центрального статистического комитета для подготовки деятелей по административной статистике.

## История

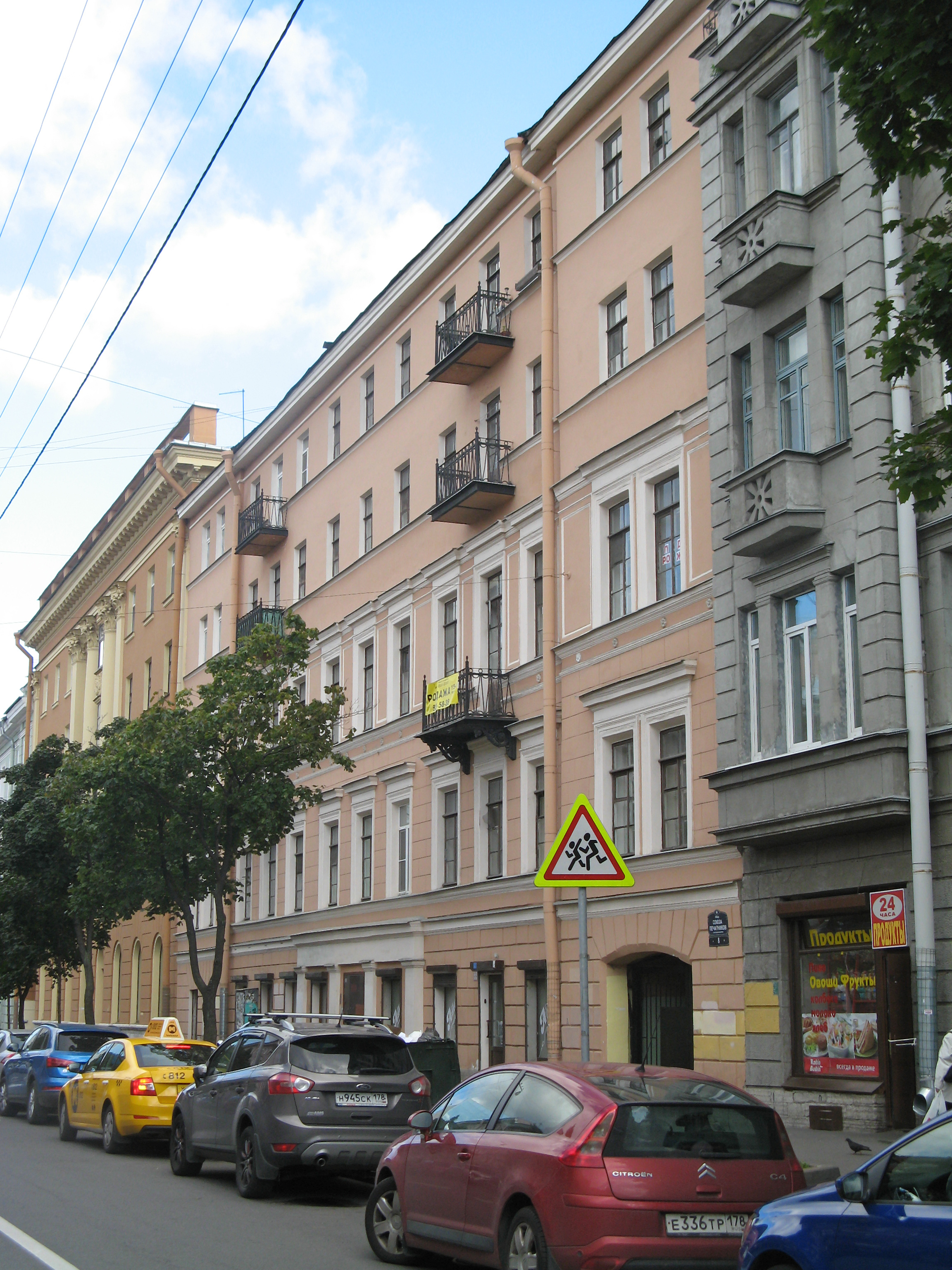
Здание статистических курсов ЦСК на Торговой улице, 8 (1904—1917)

3 июля 1904 года по инициативе одного из руководителей статистики А. М. Золотарёва, получив положительное заключение от министра народного просвещения В. Г. Глазова,государственного контролёра П. Л. Лобко и министра финансов В. Н. Коковцова и после одобрения временного положения о курсах императором Николаем II в структуре Центрального статистического комитета Министерства внутренних дел Российской империи были созданы первые статистические курсы для практической и теоретической подготовки образованных деятелей по административной статистике для местных и центральных статистических органов Министерства внутренних дел Российской империи.
По положению утверждённому императором, курсы имели непосредственное подчинение директору Центрального статистического комитета и Учебному комитету этих курсов, заведование курсами возлагалось на старшего редактора статистического комитета. В структуре курсов были созданы два учебных отделения: старший и младший с двух летним сроком обучения. Учебная программа включала следующие дисциплины: городская статистика, статистика страховая, статистика народонаселения, банковская статистика, теория статистики, военная, уголовная и медицинская статистика, статистика путей сообщения, экономическая география, политическая экономия и экономическая политика, финансовое право, законоведение, сельское хозяйство, страховое дело, топографическое черчение и изучение съёмки, теория вероятностей и основы высшей математики. Первоначальный состав слушателей был установлен в сто человек. Для обучения на курсы принимались лица имеющие образование не ниже среднего, при поступлении имели преимущество лица которые получили более высокий средний балл при окончании среднего учебного заведения. После окончания курсов, их выпускники имели право занимать штатные должности в местных и центральных статистических учреждениях, при этом за каждый год обучения они были обязаны не менее полутора года прослужить в статистических органах.
В качестве преподавателей на курсы приглашались практики из статистического комитета и профессора из высших учебных заведений Петербурга, в том числе: профессора П. Н. Лупов, В. Е. Варзар и Е. Н. Тарновский (специальная статистика), М. А. Сиринов (экономическая политика), В. Т. Судейкин (политэкономия), Н. Н. Белявский (история экономического быта), Ю. Д. Филиппов (финансовое право), А. К. Митропольский (математика), Ф. А. Меньков (финансовое право), Б. В. Никольский (гражданское и уголовное право), С. К. Патканов(отечествоведение), С. М. Богданов (сельское хозяйство), А. Я. Билибин (основы высшей математики), П. А. Гельвих (теория вероятностей), А. А. Даниловский (топография). Руководителем практических занятий по статистике для слушателей курсов являлся профессор С. К. Патканов.